# Josip Vrhovec
Josip Vrhovec (Zagreb, 9. veljače 1926. — Zagreb, 15. veljače 2006.) bio je hrvatski partizan, ekonomist, novinar i političar SR Hrvatske.

## Životopis
Rođen je 9. veljače 1926. godine u Zagrebu. Bio je pripadnik Narodnooslobodilačkog pokreta. 
Diplomirao je na Ekonomskom fakultetu u Zagrebu, nakon čega je od 1956. do 1957. i od 1959. do 1963. godine bio glavni urednik „Vjesnika u srijedu“, a od 1968. do 1969. godine glavni urednik „Vjesnika“. Bio je i dopisnik „Vjesnika” iz Velike Britanije (1957. – 1959.) i SAD-a (1963. – 1967).
Bio je sekretar Izvršnog komiteta Centralnog komiteta Saveza komunista Hrvatske od 1972. do 1974., član Predsjedništva Centralnog komiteta Saveza komunista Jugoslavije od 1974. do 1978., savezni sekretar za vanjske poslove od 17. svibnja 1978. do 17. svibnja 1982., predsjednik Predsjedništva Centralnog komiteta Saveza komunista Hrvatske od 1. srpnja 1983. do 15. svibnja 1984. i član Predsjedništva SFR Jugoslavije od 1984. do 1989. godine.
Krajem osamdesetih protivio se nacionalističkoj politici Slobodana Miloševića. 
Umro je u Zagrebu 15. veljače 2006. godine. Sahranjen je na groblju Mirogoju.

## Vanjske poveznice
- Umro Josip Vrhovec, posljednji Titov ministar vanjskih poslova, pristupljeno 4. studenog 2011.